# HK MVD
L'HK MVD (in russo ХК МВД)  fu una squadra russa di hockey su ghiaccio di Balašicha.

## Storia
L'HK MVD fu fondato nel 1949 come Spartak Kalinin, e adottò il nuovo nome, MVD, nel 2004, quando la squadra divenne di proprietà del Ministero degli Affari Interni russo e si spostò a Podol'sk. Nello stesso anno la squadra si qualifica, per la prima volta, nei playoff di Superliga. Nel 2007 l'HK MVD si trasferisce di nuovo (questa volta a Balašicha) per motivi dovuti alla capienza del palaghiaccio, non idoneo per disputare incontri di Kontinental Hockey League, Lega appena sorta e alla quale il team partecipa. La squadra partecipa per due stagioni alla KHL, nella division Tarasov. Dopo essere giunta in finale nella stagione 2009/10, persa contro l'Ak Bars Kazan', la squadra l'anno successivo si fuse con la Dinamo Mosca per formare l'OHK Dinamo.
Attualmente la squadra giovanile della Dinamo ha conservato il nome HK MVD e gioca ancora a Balašicha.